# Farmakologisk receptkontrol
Farmakologisk receptkontrol (også kaldet farmaceutisk receptkontrol) er en disciplin, som studerende på de højere videregående uddannelser til farmakonom og farmaceut trænes i.
Ifølge dansk lovgivning skal farmakologisk receptkontrol foretages på samtlige recepter udstedt af læger, tandlæger og dyrlæger, som bliver indleveret og ekspederet på et apotek, en apoteksfilial eller et apoteksudsalg.
Den farmakologiske receptkontrol indebærer kontrol af den receptudstedende læges, tandlæges eller dyrlæges autorisation (dvs. tilladelse til at udstede recepter) samt kontrol af selve lægemidlet og dets styrke, mængde, dosering, indikation (anvendelsesområde) og eventuelle kontraindikationer eller interaktioner med andre lægemidler.
Farmaceutisk receptkontrol er en del af begrebene rationel farmakoterapi og klinisk farmaci i apotekssektoren. Receptkontrollen er således med til at sikre færre medicineringsfejl og fejlmedicineringer samt en større patientsikkerhed og er til gavn for både samfundet og sundhedsvæsenet.
Farmakologisk kontrol af recepter må kun udføres af farmaceutisk uddannet personale – dvs. enten farmakonomer eller farmaceuter.

## Eksterne kilder, links og henvisninger
- Lægemiddelstyrelsens bekendtgørelse af 20.02.2007 om recepter Arkiveret 1. august 2007 hos  Wayback Machine